# Sistema de Interconexión Bursátil Español
El Sistema de Interconexión Bursátil Español (SIBE) es la plataforma electrónica de contratación de las cuatro bolsas de valores  españolas (Madrid, Barcelona, Bilbao y Valencia). El SIBE interconecta a las cuatro bolsas, permitiéndoles operar como un mercado único (mercado continuo español).
El SIBE es gestionado por Sociedad de Bolsas, una filial del holding Bolsas y Mercados Españoles (BME). Fue desarrollado por la Bolsa de Madrid y entró en funcionamiento el 2 de noviembre de 1995, en sustitución del sistema CATS (Computer Assisted Trading System). En abril de 2012 se renovó el sistema, sustituyéndolo por una nueva plataforma denominada SIBE Smart.
Además de las cuatro bolsas de valores, este sistema también se emplea en otros mercados integrados dentro de Bolsas y Mercados Españoles como Latibex, AIAF y MAB. Ha sido implantado también en las bolsas de Venezuela y El Salvador.

## Sistema
El SIBE es una plataforma electrónica multilateral y automática para la negociación de valores de renta variable admitidos a cotización en las bolsas españolas que ofrece, además, información en tiempo real sobre la actividad y tendencia de cada valor. Asimismo, facilita al operador los medios necesarios para que ejecute y gestione sus órdenes.
La prioridad de cierre de operaciones viene determinada por el precio y, en caso de igualdad de precios, por la prioridad temporal en la introducción de las órdenes. La unidad mínima de contratación es una acción, un derecho de suscripción, un warrant o un ETF.

## Sesiones y horarios
Las sesiones tienen lugar los días hábiles marcados por el calendario anual y estás sujetas al siguiente horario:
- Subasta de apertura (entre las 8.30 y las 9:00): introducción, modificación y cancelación de órdenes, sin que se permita su cruce.
- Sesión continua (entre las 9:00 y las 17.30): contratación.
- Subasta de volatilidad (con una duración de 5 minutos más un final aleatorio de un máximo de 30 segundos), durante la que se realizan antes de que se registren órdenes cuyos precios se pueden sobrepasar los límites máximos de variación marcados (rango dinámico y rango estático).
- Subasta de cierre (entre las 17.30 y las 17.35): introducción, modificación y cancelación de órdenes, sin que se permita su cruce.